# Jonas (calciatore 1987)
Jonas Jessue da Silva Júnior, noto semplicemente come Jonas (Votuporanga, 10 febbraio 1987), è un ex calciatore brasiliano, di ruolo difensore o centrocampista.